# Château-l’Évêque
Château-l’Évêque – miejscowość i gmina we Francji, w regionie Nowa Akwitania, w departamencie Dordogne.
Według danych na rok 1990 gminę zamieszkiwało 1701 osób, a gęstość zaludnienia wynosiła 48 osób/km² (wśród 2290 gmin Akwitanii Château-l’Évêque plasuje się na 246. miejscu pod względem liczby ludności, natomiast pod względem powierzchni na miejscu 214.).